# بیابان موسامدس
بیابان موسامدس (انگلیسی: Moçâmedes Desert) بیابانی است واقع در جنوب غربی آنگولا، در نزدیکی مرز با نامیبیا.سطح این بیابان بسیار خشک است.
این بیابان انتهای شمالی صحرای نامیب را تشکیل می‌دهد. موسامدس از سوی غرب یعنی از اقیانوس اطلس تدریجاً ارتفاع گرفته و به شکل یک دشت نیمه‌خشک درمی‌آید که در آنجا درخت انجیلی آفریقایی می‌روید. این بیابان به جز چند شهرک ماهیگیری در سواحل، جمعیت بسیار کمی دارد. ویلوِچیا با تنه پهن کوتاه و دو برگ بسیار بزرگ که گیاهی است با عمر بسیار زیاد، بومی این بیابان است. 